# Brit Awards 2008
28. gala Brit Awards odbyła się 20 lutego 2008 roku w Earl’s Court w Londynie. Uroczystość prowadzili Sharon i Ozzy Osbourne.
Podczas gali wystąpił Mika, wykonując utwory „Love Today”, „Grace Kelly” oraz wspólnie z Beth Ditto „Standing in the Way of Control”. Na scenie pojawiła się także Rihanna, która wspólnie z zespołem Klaxons zaśpiewała utwór „Umbrella”. Wystąpili także Kylie Minogue, Kaiser Chiefs, Leona Lewis, Mark Ronson, Amy Winehouse oraz nagrodzony za całokształt Paul McCartney.

## Nominacje

### Najlepszy brytyjski artysta
- Mark Ronson
- Jamie T
- Mika
- Newton Faulkner
- Richard Hawley

### Najlepsza brytyjska artystka
- Kate Nash
- Bat for Lashes
- KT Tunstall
- Leona Lewis
- PJ Harvey

### Najlepsza brytyjska grupa
- Arctic Monkeys
- Editors
- Girls Aloud
- Kaiser Chiefs
- Take That

### Najlepszy brytyjski debiutant
- Mika
- Bat for Lashes
- Kate Nash
- Klaxons
- Leona Lewis

### Najlepszy brytyjski wykonawca koncertowy
- Take That
- Arctic Monkeys
- Kaiser Chiefs
- Klaxons
- Muse

### Najlepszy brytyjski album
- Arctic Monkeys – Favourite Worst Nightmare
- Leona Lewis – Spirit
- Mark Ronson – Version
- Mika – Life in Cartoon Motion
- Take That – Beautiful World

### Najlepszy brytyjski singel
- Take That – „Shine”
- Leona Lewis – „Bleeding Love”
- Mika – „Grace Kelly”
- Mark Ronson feat. Amy Winehouse – „Valerie”
- The Hoosiers – „Worried About Ray”

### Najlepszy międzynarodowy artysta
- Kanye West
- Bruce Springsteen
- Michael Bublé
- Rufus Wainwright
- Timbaland

### Najlepsza międzynarodowa artystka
- Kylie Minogue
- Alicia Keys
- Björk
- Feist
- Rihanna

### Najlepsza międzynarodowa grupa
- Foo Fighters
- Arcade Fire
- Eagles
- Kings of Leon
- The White Stripes

### Najlepszy międzynarodowy album
- Foo Fighters – Echoes, Silence, Patience & Grace
- Arcade Fire – Neon Bible
- Eagles – Long Road out of Eden
- Kings of Leon – Because of the Times
- Kylie Minogue – X

### Nagroda za całokształt twórczości
- Paul McCartney

### Critics Choice 2008
- Adele